# Ashok Shivnani
Ashok Shivnani (India, 1945/1946) is een Indiase man bij wie op 64-jarige leeftijd werd ontdekt dat al zijn organen zich in spiegelbeeld of op een ongebruikelijke plaats in zijn borst en buik bevinden. Daarnaast is zijn lever gespleten. Shivnani's afwijkende anatomie werd opgemerkt in januari 2010, toen hij in het Lilavati Hospital & Research Centre in Mumbai voorbereidingen onderging voor een operatie aan een zeven centimeter grote tumor aan zijn rechternier.
Shivnani werd verschillende keren eerder in zijn leven medisch behandeld, maar daarbij werd de ongewone ligging van zijn organen nooit opgemerkt. Ook hijzelf merkte nooit iets op dat er op zou kunnen wijzen dat er iets afwijkends aan zijn lichaam was. Uro-oncoloog Anoop Ramani van het Lilavati zag in januari 2010 zijn röntgenfoto en liet daarom een echocardiogram en een angiogram van Shivnani maken. Die bevestigden dat zijn organen zich inderdaad niet op de verwachte locatie bevinden.
Shivnani's inwendige anatomie heeft volgens de doktoren veel weg van situs inversus, hoewel deze daar toch zover van afwijkt dat ze verwachten dat zijn geval uniek is. Shivnani's 'omgekeerde anatomie' vormt geen reden voor extra medische ingrepen, omdat deze zijn functioneren niet hindert.